# 라벳형 스테퍼모터

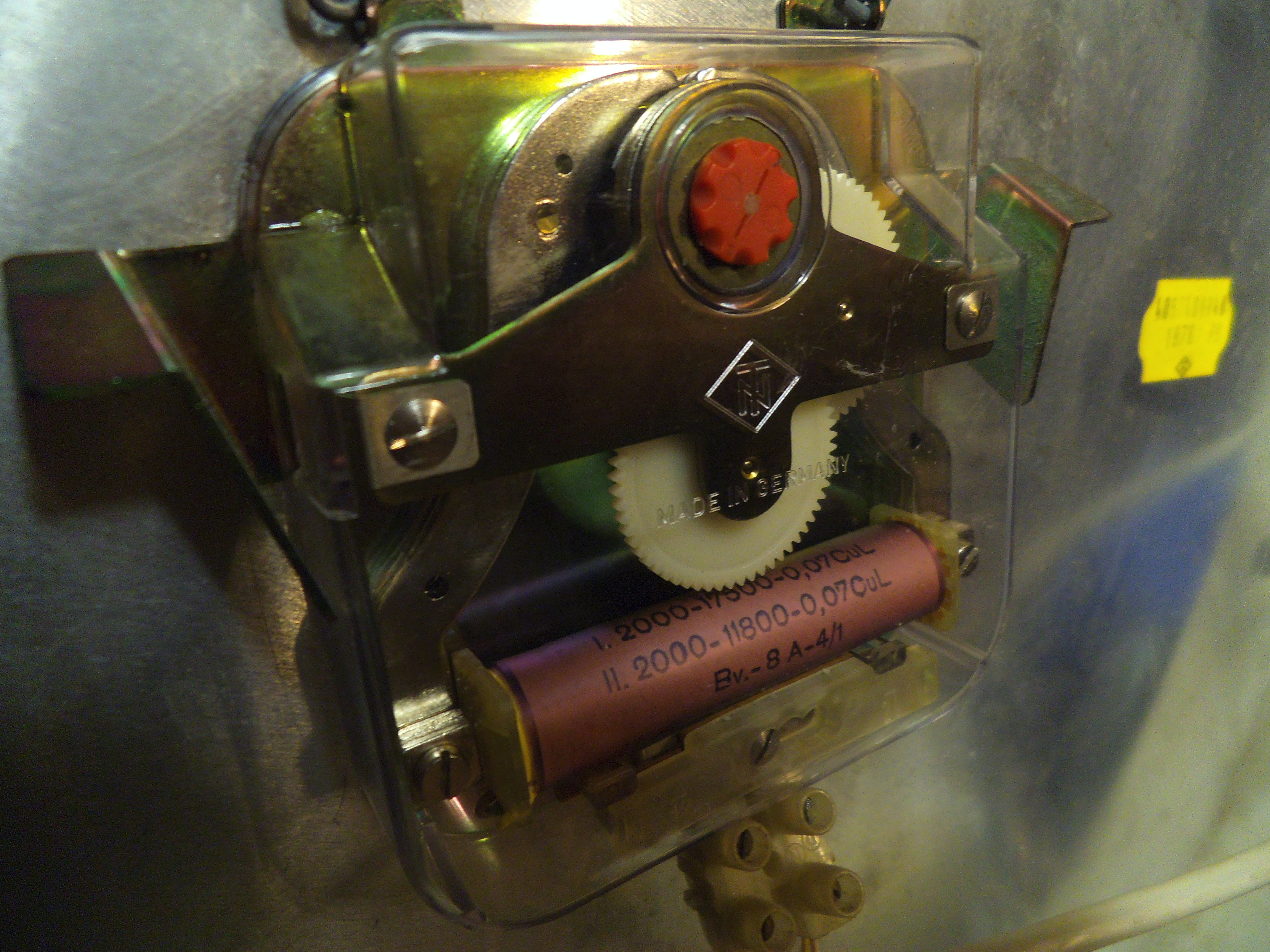
라벳형 스테퍼 모터

라벳형 스테퍼 모터(Lavet-type stepping motor)는 전자 시계에 주로 사용되며 특별한 종류의 1상 스테퍼모터이다. 라벳형 스테퍼 모터는 크기가 작기 때문에, 손목시계와 더불어 매우 적은 전력이 필요한 곳에 사용된다. 라벳형 스테퍼 모터는 프랑스 엔지니어인 모리스 라벳이 1936년에 낸 특허 FR823395 로 인해서 발명가로 알려지고 있다.
다른 1상 모터들과 마찬가지로, 라벳 모터는 오직 한 방향으로만 움직이며, 이 방향은 고정자의 기하도형적 배열에 따라 결정된다. 그리고 또한 로터는 영구 자석이다. 이 모터는 강력한 자석과 큰 고정자로 높은 토크를 전달할 수 있지만, 또한 낮은 기어비에서도 구동되게 작게 만들수 있다

xx' 코킹 포인트가 저항을 받고 있으며,
yy' 코킹 포인트가 힘을 얻는다,
α 회전 각이 힘을 얻을때,
에너지를 받은 β 회전각은 힘이 낮아진다

시계를 움직이는 것 말고도, 라벳형 스테퍼 모터는 여러종류가 있다.

## 특허
- FR application 823395 "Perfectionnements aux systèmes et appareils de commande électrique à distance, notamment aux moteurs et horloges synchrones" Filing date 28.09.1936, Applicant: Hatot, Inventor: Marius Lavet (language: french).

- US application 4550279 "Step-by-step motor unit" Filing date 07.09.1983, Applicant: Fabriques D'horlogerie De Fontainemelon S.A., Inventor: Eric Klein (explanation of the concept in english).

## 참고 문헌
1. ↑  Ein geniales Konzept[깨진 링크(과거 내용 찾기)]. 29.03.2005, Neue Zürcher Zeitung.
2. ↑  
Control and Analysis of Low Inertia Miniature Synchronous Motors.